# Kilkis
Kukuš (grčki: Κιλκίς, makedonski: Кукуш, bugarski: Кукуш) je industrijsko središte u periferiji Središnja Makedonija, Grčka. Po popisu stanovništva iz 2001. godine grad je imao 17 430 stanovnika, a grad sa širom okolicom 24 812 stanovnika.
Kukuš je glavni grad prefekture Kilkis i sjedište eparhije.

## Povijest

### Za antike
Pored grada Kukuša pronađeni su grobovi iz 2. tisućljeće pr. Kr. njihovi ostatci daju nam dragocjene informacije o tadašnjem životu.
Grad Paeoniju, pored rijeke Vardar, prvi navodi Homer u svojim epovima. U ranom VIII st. pr. Kr., Kukuš i njegova šira okolica bili su dio Makedonskog kraljevstva.  Kukuš je postao sjedište jedne regije zvane Krestonia. Kad je Filip II. Makedonski posjetio Krestoniju, domaćini su ga ponudili maslinama, nečim što on do tada nije uopće probao. 
U to vrijeme u toj regiji niknuli su i razvili su se mnogi gradovi, poput;  Idomenija, Atalantija (pored današnjeg grada Axioupolija), Gortynia (današnji Gorgopi), Fyska, Terpillos, Klitae (današnja Xylokeratija), Vragylos (današnja Metallika), Ioron (današnji Palatian), Chaetae (današnja Tsaousitsa), Carabia (današnja Limnotoposa ), Bairos (današnji Kastro), Morrylos (današnji Ano Apostoli), Doveros (današnji Doirani), Evropos i Kallindria.

### Razdoblje rimske i bizantinske vlasti
148. pr. Kr. grad su zauzeli Rimljani i držali grad pod svojom vlašću sljedeća dva i pol stoljeća. Kuku i njegova okolica bili su poprište stalnih provala skitalačkih plemena i naroda, poput;  Gota, Huna, Avara i Slavena.
Ovi potonji su se uz privolu Bizanta i naselili u tom kraju, kao i po čitavom Balkanskom poluotoku.
Ime grada mijenjalo se ovisno o tome tko je njime vladao i tko ga je naseljavao. Kallikon je bilo ime grada za ranog Bizanta, Kalkis ili Kilkis ime koje su upotrebljavali Grci, Kilkitsi ili pak Kılkış je ime koje su upotrebljavali Turci za otomanske vlasti nad gradom, a ime; Кукуш (Kukuš) dali su slavenski stanovnici grada.
Kukuš je višekratno mijenjao gospodare, a to se zbivalo manje više između Bizantskog carstva i Bugarskog carstva. U to vrijeme grad je i pored teških ratnih razaranja, ipak stalno rastao i obnavljao se.

### Razdoblje otomanske vlasti
Razdoblje stalnog rasta grada prekinuto je 1430. godine, tada je Kukuš i sva njegova 
okolica potpala pod vlast Otomanskog carstva.
Nakon 1850. godine, u Kukuškom kraju postojala je samo jedna grčka crkva na obroncima brda Sv. Đure - Panagia tou Kilkis, (Majka božja iz Kukuša), i samo jedna grčka škola.
Pred kraj XIX st. otpočela je Borba za Makedoniju, nekoliko grčkih stanovnika Kukuša sudjelovalo je u tim borbama, to su bili; Georgios Samaras, Ioannis Doiranlis i Petros Koukidis sa svojim oružanim četama. Žene poput; Evangelije Traianu Tzouku i Ekaterine Stampouli bile su pak istaknute na polju prosvjete, a prihvatile su se brige za grčke ranjenike. 
Veliku pomoć Grčkoj stvari pružala je bogata veleposjednička obitelj Chatziapostolou, koja je držala veliki zemljoposjednički posjed kod mjesta Metalliko. 
Posjed je bio i sigurno utočište i baza Grčkih četa
Sredinom 1800-tih Kukuš je bio naseljen većinom slavenskim stanovništvom (Bugari, Makedonci)
Po nekim neutralnim stanovištima tada je u Kukušu bilo oko 500 Grka, 500 
Turaka i oko 4 500 Bugara (ali i makedonaca, tada nije pravljena razlika među njima) Postoji i jedan otomanski popis i studija iz 1873. godine iz koje se pak vidi da Kukuš nastanjuje 1 170 kućevlasnika, od kojih su;  5 235 Bugari (za Otomanske vlasti tog vremena makedonci ne postoje kao entitet), 155 Muslimana i 40 Roma. Procjena bugarskog povjesničara Vasila Kančova iz 1900. godine govori o 7 000 Bugara i 750 Turskih stanovnika grada. Jedna pak druga studija o broju stanovnika iz 1905. godine, navodi da u Kukuu i široj okolici obitava 9 712 vjernika Bugarskog Egzarhata (vjerski oprijedjeljeni kao Bugari), 40 vjernika Ekumenskog Patrijarha iz Konstatinopolisa (vjerski oprijedjeljeni kao Grci), te da ima 592 pravoslavne crkve kao i 16 protestanskih.

### Za Prvog balkanskog rata
U vrijeme Prvog Balkanskog rata 1912. godine, grad su nakratko 
zauzele jedinice Bugarske vojske. Za Drugog Balkanskog rata 1913. godine, Grčka vojska zauzela je grad poslije trodnevnih borbi vođenih od 19.  do 21.  lipnja protiv Bugara.
Posljedica sukoba bili su preko 8 652 žrtava na Grčkoj strani i preko 7 000 na Bugarskoj. Grad Kuku Grčka je vojska razorila skoro do temelja.
Nakon bitke skoro sve predratno Bugarsko stanovništvo grada, njih gotovo 7 000 protjerani su u Bugarsku. 
Novi grad Kilkis počeo se graditi na lokaciji koja je bila primaknuta bliže željezničkoj pruzi
za Solun, oko grčke crkve Sv.  Đure. Novi Kilkis naseljen je grčkim izbeglicama iz
Bugarske i Turske i Jugoslavije, naročito onima iz grada Strumice. 
Episkop (pravoslavlje) koji je došao kao izbjeglica iz Strumice dao je nanovo izgraditi crkvu - Pentekedeka Martyron (Petnaest mučenika) koja je bila središnja grčka crkva u Strumici. Ovih novih stanovnika bilo je toliko da je kratkotrajno grad bio prezvan u Nea Stromnitsa (Nova Strumica).
Sredinom 1920-ih, nakon velikog grčkog poraza u Grčko-turskom ratu 1919. – 1922. i gubitka maloazijskih teritorija (Izmir, Trakija, Pont) veliki broj grčkih izbjeglica naselio se u Kukuu i okolici. Istovremeno preostalo muslimansko stanovništvo, iselilo se u Tursku u velikoj razmjeni stanovništva.

### Grad za Drugog svjetskog rata
- Kuriozum je da je grčki bojni brod Kilkis ( stari američki brod USS Mississippi BB-23) potopljen u napadu aviona Junkers kod otoka Salamina za vrijeme njemačke invazije na Grčku 23. travnja 1941.

Grad Kukuš podpao je pod vlast sila osovina 1941. godine, odmah su ga okupirali Bugari, 1943. godine Bugarska okupaciona zona proširena je i na prefekturu Halkidiki. 
Novoustanovljene bugarske vlasti provodile su politiku otvorene "bugarizacije" s ciljem 
pripojenja teritorije grada i okolice Bugarskoj, ali su im to uskoro zabranili njihovi 
njemački saveznici, procjenjujući da bi to teško destabiliziralo Grčku.
Kukuš i njegova okolica postali su sjedište Grčkih partizana i njihovog otpora okupacionim snagama.
Grad je oslobođen 1944. godine
Mjesni Makedonski dijalekt takozvani solunsko - vodenski dijalekt, danas se rijetko govori u stanovnici Kukuša.

## Poznati stanovnici Kukuša
- Aleksandar Stanišev, Bugarski znanstvenik i političar
- Theodoros Mouratidis, Švedski političar grčkoga porijekla
- Goce Delčev, jedan od utemeljitelja VMORO-a
- Dimitar Vlahov, makedonski revolucionar (1878 - 1953)